# Passiflora eichleriana
Passiflora eichleriana là một loài thực vật có hoa trong họ Lạc tiên. Loài này được Mast. mô tả khoa học đầu tiên.